# Vanessa Paradis
Vanessa Chantal Paradis (Saint-Maur-des-Fossés, Isla de Francia, 22 de diciembre de 1972) es una cantante, modelo  y actriz francesa.

## Trayectoria
Fue descubierta en el programa de televisión L'École des fans en 1980. Vanessa Paradis grabó su primer sencillo llamado La Magie des surprises-parties en 1985. Aunque no fue un gran éxito, preparó el terreno para la canción con la cual se hizo internacionalmente conocida, Joe le Taxi de 1987, editada cuando tenía 14 años. Permaneció en el n.º 1 en Francia durante 14 semanas. Fue sacada de su primer álbum M & J (las iniciales de la canción del mismo disco Marilyn et John).
En 1991, Paradis promocionó una nueva fragancia para Chanel, llamada Coco. En el anuncio, aparece vestida de negro y plumas, representando un pájaro columpiándose en una jaula, aprovechando su similitud en aquellos tiempos con la caricatura Piolín.
En 1992, ya con 19 años y trabajando en Estados Unidos con el músico de rock Lenny Kravitz, que fue su novio durante 4 años, Paradis comenzó a trabajar en su nuevo disco en inglés  —idioma en el que ya se desenvolvía— escrito y producido por el propio Kravitz. El álbum, titulado simplemente Vanessa Paradis, alcanzó el n.º 1 en Francia. Uno de los sencillos del disco fue Be My Baby, que fue n.º 5 de ventas en este mismo país.
Vanessa ha participado en numerosas películas, las más conocidas son La chica del puente (La fille sur le pont) de Patrice Leconte (1999), un romance en blanco y negro coprotagonizado por Daniel Auteuil.
En 2000 grabó un disco llamado Bliss que dedicó a Lily-Rose, su hija de apenas un año de edad y a su pareja, Johnny Depp, padre de la pequeña. Fue también un éxito en Francia.
En 2004, Chanel la eligió nuevamente para promocionar su nueva línea de bolsos de mano, The New Mademoiselle. 
En el terreno musical grabó un nuevo disco, Divinidylle, que salió a la venta en septiembre de 2007. El primer sencillo, del mismo nombre, había sido un éxito en las radios francesas en junio.
Su disco recopilatorio editado como Vanessa Paradis, best of, fue lanzado en noviembre de 2009 con dos temas inéditos, Il y a y I Love Paris (tema utilizado en los aeropuertos de París) y dos temas acústicos, Marilyn and John y Scarabée. 
El 17 de marzo de 2010 se estrenó en Francia la película L'Arnacoeur de Pascal Chaumeil, titulada en español como Los seductores. 
Siguiendo su colaboración con Chanel, participó en dos nuevas líneas: Rouge Coco, lápiz labial; y Coco Cocoon, bolsos. En 2011 protagonizó otra línea de lápiz labial de Chanel llamada Shine.
Realizó una gira de verano en julio de 2010 de música acústica en toda Francia, empezando en el Casino de París. En 2011 comenzó otro tour acústico mundial que incluyeron países como Estados Unidos, Canadá, Reino Unido, Europa y Turquía.
En mayo de 2013 editó su sexto álbum de estudio, Love Songs.

## Vida personal
Sus padres son Corinne y André Paradis. Tiene una hermana once años menor llamada Alysson Paradis, también actriz, nacida el 29 de mayo de 1984 en París. Fue pareja del cantante francés Florent Pagny desde 1988 a 1991, cuando ella tenía 15 y él 26. Vanessa mantuvo una relación muy discreta con el cantante estadounidense Lenny Kravitz durante 5 años, desde 1992 a 1997. Más tarde tuvo una corta relación con el actor esloveno Stanislas Merhar, desde 1995 a enero de 1998.
En 1998, la joven Paradis de 25 años, inicia una relación con el actor estadounidense Johnny Depp, nacido en Owensboro en 1963. Se conocieron en el bar del Hotel Costes en París a mediados de 1998. Depp confesó que estaba alucinado por la belleza de Paradis y que fue amor a primera vista. La pareja nunca se casó. Al año de relación, teniendo Vanessa 26 años y Johnny 35, nació su hija Lily-Rose Melody. La primogénita de la pareja nació el 27 de mayo de 1999 a las 20:35, acompañándola Depp durante el parto. La pareja no podía decidir entre los nombres de Lily y Rose, por lo que la llamaron Lily-Rose Melody. El segundo nombre, Melody, proviene del amor compartido de la pareja por la música. A Depp le gustó el nombre escogido para su hija, especialmente porque le recordaba el nombre de su madre, Betty-Sue. Tres años  más tarde, la pareja dio la bienvenida a un hijo al que llamaron John Christopher III, que nació el 9 de abril del 2002 a las 14:22 horas, y al que llaman cariñosamente "Jack". Vanessa dio a luz a sus dos hijos en el prestigioso Hospital Americano de París ubicado en la aristocrática ciudad de Neuilly-sur-Seine. Depp asistió a ambos alumbramientos.
Tras el nacimiento de Lily-Rose y de su hermano Jack, la familia Paradis-Depp dividía su tiempo entre Hollywood y el hogar familiar, una opulenta mansión en un lugar llamado Plan-de-la-Tour, en el sur de Francia. La zona donde se encontraba dicha mansión era una finca que alguna vez fue un viejo pueblo. Depp compró esta casa en 2001, también tenía una isla en las Bahamas, adquirida en 2004. Además tenían lujosos apartamentos en París y Manhattan, un yate llamado VaJoLiRoJa (iniciales de la familia) y un Palacete en Venecia, Italia. Según los rumores Vanessa y Johnny estaban acudiendo a terapia de pareja desde febrero, puesto que habían terminado su relación en enero, finalmente, después de muchos intentos de reconciliación, la pareja anunció su separación en junio de 2012 después de casi 14 años de relación. Tras la ruptura, compartieron la custodia de sus hijos, quiénes dividen su vida entre Los Ángeles y su natal París.
La pareja ha colaborado musicalmente en varias ocasiones, Johnny ha dirigido el vídeo de la canción "L'incendie" clip de tres minutos en el que Paradis baila en el escenario de un teatro mientras es observada por un extraño hombre con sombrero, supuestamente Depp, cuya cara nunca se muestra. El soporte del micrófono estalla en llamas y el suelo se incendia con cada uno de sus pasos, encontrándose ambos al final y desapareciendo en una brillante explosión de fuego, también Johnny aparece en el vídeo Il y A, grabado en su propia casa con sus hijos Lily-Rose y Jack. También han escrito dos canciones juntos St Germain y Bliss pertenecientes al álbum Bliss. En febrero de 2011 grabaron en los Ángeles un dueto, una versión de la canción de Serge Gainsbourg Ballade de Melodie Nelson para el álbum From Gainsbourg to Lulu.

## Discografía

### Álbumes
- M & J (1987) Francia #13
- Variations sur le même t'aime (1990) Francia #6
- Vanessa Paradis (1992) Francia #1 (Reino Unido #45)
- Vanessa Paradis Live (1994) Francia #7
- Bliss (2000) Francia #1
- Vanessa Paradis Au Zenith (2001) Francia #19
- Divinidylle (2007), publicado el 3 de septiembre Francia #1
- Vanessa Paradis, best of (2010), Francia #1
- Love songs (2013)

### Sencillos
- "Joe Le Taxi" (#1, 1987)
- "Manolo Manolete" (#10, 1988)
- "Marilyn & John" (#4, 1988)
- "Maxou" (#13, 1988)
- "Coupe Coupe" (#20, 1989)
- "Tandem" (#22, 1990)
- "Dis-lui Toi Que Je T'aime" (#41, 1990)
- "Be My Baby" (#5, 1992)
- "Sunday Mondays" (#41, 1992)
- "Commando" (2000)
- "Pourtant" (2000)
- "Que fait la vie?" (2000)
- "Made in asia" (2006)
- "Divine Idylle" (2007)
- "Dès que j'te vois" (2007)
- "L'incendie" (2008)
- "Les Piles" (verano del 2008) (en dúo con Matthieu Chédid)
- "Joe le taxi" (invierno del 2008) (directo)
- "Il y a" (octubre del 2009)
- "Joe le taxi (versión acústica)" (febrero del 2010)

- 'Love song' (marzo del 2013) En abril del 2013 salió el video oficial de la canción.
- 'Station quatre septembre' (mayo de 2013)
- 'Les espaces et les sentiments' (julio del 2013)
- 'Mi amor' (enero del 2014)
- 'Pas besoin de permis' (noviembre del 2014)

## Filmografía
- Noce blanche (1989) de Jean-Claude Brisseau.
- Elisa (Élisa) (1995), de Jean Becker.
- Amor embrujado (Un amour de sorcière) (1997) de René Manzor.
- Uno de dos (Une chance sur deux) (1998) de Patrice Leconte.
- La chica del puente (La Fille sur le pont) (1999) de Patrice Leconte.
- Lost in La Mancha (2002) de Keith Fulton y Louis Pepe.
- Atomik Circus, le retour de James Bataille (2004) de Didier Poiraud y Thierry Poiraud.
- Tony 'n' Tina's Wedding (2004) de Roger Paradiso.
- Mon ange (2005) de Serge Frydman.
- The Gypsy's Curse (2005) de Philippe Decouflé.
- Pollux: Le Manège enchanté (2005) de Jean Duval (voz).
- La clef (2007) de Guillaume Nicloux.
- Los seductores (L'arnacoeur) (2010) de Pascal Chaumeil.
- Un monstruo en París (Un monstre à Paris) (2011) de Bibo Bergeron.
- Café de Flore (2011) de Jean-Marc Vallée.
- Je me suis fait tout petit (2012) de Cécilia Rouaud.
- Cornouaille (2012) de Anne Le Ny.
- Dubaï Flamingo (2012) de Delphine Kreuter.
- Fading Gigolo (2013) de John Turturro.